# David Robert Barwick
Pour les articles homonymes, voir Barwick.
David Robert Barwick (né le 20 octobre 1927) est un homme politique britannique, gouverneur des îles Vierges britanniques de 1982 à 1986.